# Cint
Cint, förkortning för Consumer Intelligence, är ett företag som tillhandahåller målgrupper för användning i samband med internetbaserade undersökningar (över dator eller mobil).
Cint Sverige AB tillhandahöll 1999–2010 konsumentwebbplatsen Cint konsumentkraft (cint.se, från 2010 knyt.se), där konsumenter kunde betygsätta produkter och tjänster. Internetmarknadsplatsen Cint, med den engelskspråkiga webbplatsen cint.com riktad till kommersiella kunder, grundades 2001 och hade som syfte att finansiera konsumentnätverket. Cint blev ett publikt bolag på Nasdaq Stockholmsbörs 2021.  I december 2021, köpte Cint undersökningsteknikbolaget, Lucid, vilket expanderar företagets globala erbjudande inom digital insamling av insikter. 
Tom Beuhlmann är VD, och företaget har 300 anställda (2021).

## Undersökningar
Cint.com, den kommersiella verksamheten, startades hösten 2001. 
Cint.se finansierades huvudsakligen via de undersökningar som Cint.com förmedlar via sin undersökningstjänst CPX. I CPX-systemet utgjorde Cint.se-medlemmarna en av flera svenska undersökningspaneler. De andra ägs av bland annat mediebolag som MSN och undersökningsföretag som Hermelin. Kunderna i CPX är svenska och utländska undersökningsinstitut.
Cints centrala plattform, CPX, bytte under 2011 namn till OpinionHub.